# Трогон коста-риканський
Трогон коста-риканський (Trogon clathratus) — вид птахів родини трогонових (Trogonidae).

## Поширення
Вид поширений у горах Кордильєра-де-Таламанка в Коста-Риці та на заході Панами. Його природне середовище проживання — субтропічні або тропічні вологі низинні ліси.

## Опис
Птах завдовжки 30 см, включаючи довгий хвіст. Самець синьо-зелений з червоним черевцем. Самиця з темно-коричневим оперенням.